# Choe Tae-gon
Choe Tae-gon (최태곤?; 1932 – 23 gennaio 2018) è stato un cestista e allenatore di pallacanestro sudcoreano.

## Carriera
Con la Corea del Sud ha disputato i Giochi olimpici di Melbourne 1956.